# Piper multinervium
Piper multinervium är en pepparväxtart som beskrevs av Mart. & Gal.. Piper multinervium ingår i släktet Piper och familjen pepparväxter. Inga underarter finns listade i Catalogue of Life.